# Jazmeh
Jazmeh (persiska: جزمه) är en ort i Iran.   Den ligger i provinsen Qazvin, i den nordvästra delen av landet, 100 km nordväst om huvudstaden Teheran. Jazmeh ligger 1 367 meter över havet och antalet invånare är 379.
Terrängen runt Jazmeh är kuperad åt nordost, men åt sydväst är den platt.Runt Jazmeh är det ganska tätbefolkat, med 108 invånare per kvadratkilometer. Närmaste större samhälle är Abyek, 12,4 km sydost om Jazmeh. Trakten runt Jazmeh består till största delen av jordbruksmark.